# Olivier Mukendi
Olivier Mukendi Mulaya (Kinshasa, 8 juni 1991) is een Belgisch-Congolese voetballer. Hij speelt voor UR La Louvière Centre.

## Carrière
Nadat hij op zesjarige leeftijd van Congo naar België verhuisde, belandde Mukendi bij de jeugdploegen van voetbalclub Union Sint-Gillis. In 2003 maakte de talentrijke aanvaller de overstap naar RSC Anderlecht, waar hij in geen tijd deel uitmaakte van de beloften.
Mukendi werd aanvoerder bij de beloften en scoorde regelmatig, hetgeen ook werd opgemerkt door de A-ploeg van Anderlecht. De jonge spits trainde vanaf 2007 voor het eerst mee met de A-ploeg en maakte op 21 maart 2009 zijn debuut op het hoogste niveau. Mukendi mocht in laatste minuten van de wedstrijd tegen Germinal Beerschot invallen voor Tom De Sutter. In januari 2010 besloot Anderlecht om Mukendi tot het einde van het seizoen 2009/10 uit te lenen aan Cercle Brugge. Eerder huurde Cercle ook al Reynaldo van Anderlecht. Deze huurovereenkomst werd in mei 2010 voor een jaar verlengd.

## Spelerstatistieken
| Seizoen | Club                          | Land      | Competitie         | Wed. | Goals |
| ------- | ----------------------------- | --------- | ------------------ | ---- | ----- |
| 2008/09 | RSC Anderlecht                | België    | Jupiler Pro League | 1    | 0     |
| 2009/10 | RSC Anderlecht                | België    | Jupiler Pro League | 0    | 0     |
| 2009/10 | → Cercle Brugge               | België    | Jupiler Pro League | 0    | 0     |
| 2010/11 | → Cercle Brugge               | België    | Jupiler Pro League | 0    | 0     |
| 2010/11 | → Royale Union Saint-Gilloise | België    | Derde Klasse B     | 10   | 6     |
| 2011/12 | → Royale Union Saint-Gilloise | België    | Derde Klasse B     | 14   | 5     |
| 2012/13 | La Louvière Centre            | België    | Derde Klasse B     | ?    | ?     |
| 2013/14 | Jeunesse Canach               | Luxemburg | Nationaldivisioun  | 23   | 6     |
| 2014/15 | Jeunesse Canach               | Luxemburg | Nationaldivisioun  | 17   | 3     |
| 2015/16 | Jeunesse Canach               | Luxemburg | Éirepromotioun     | 17   | 6     |
| 2016/17 | Jeunesse Canach               | Luxemburg | Nationaldivisioun  | 14   | 1     |
| 2017/18 | Jeunesse Canach               | Luxemburg | Éirepromotioun     | 22   | 15    |
| Totaal  |                               |           |                    | 118  | 42    |